# Список графов и герцогов Ангулемских

## Графы Ангулемские

### Дом Тайлефер
- 806—? Вульгрин (?—?), граф Ангулемский с 806;

### Гильемиды
- 839—863: Тюрпьон (ум.863), граф Ангулемский с 839;
- 863—866: Эменон (ок.810—866), граф Ангулемский с 863, брат предыдущего;

### Дом Тайлефер

Герб графов Ангулемских из дома Тайлефер.

- 866—886: Вульгрин I (ум.886), граф Ангулемский с 866;
- 886—916: Алдуин I (ум.916), граф Ангулемский с 886, сын предыдущего;
- 916—945: Гильом II Тайлефер (ум.945), граф Ангулемский с 916, сын предыдущего;
- 916—930: Адемар I (ум.930), граф Ангулемский с 916, зять Алдуина I;
- 945—950: Бернар I (895—950), граф Ангулемский с 945, двоюродный брат Гильома II;
- 950—962: Гильом III Талейран (ум.962), граф Ангулемский с 950, сын предыдущего;
- 962—975: Ранульф I (ум.975), граф Ангулемский с 962, брат предыдущего;
- 975—975: Ричард I Простой, (ум. после 975), граф Ангулемский в 975, брат предыдущего;
- 975—988: Арно I Манцер (ум.989/991), граф Ангулемский с 975, внебрачный сын Гильома III;
- 988—1028: Гильом IV (978—1028), граф Ангулемский с 988, сын предыдущего;
- 1028—1032: Алдуин II (ум.1032), граф Ангулемский с 1028, сын предыдущего;
- 1030—1048: Жоффруа I (ум.1048), граф Ангулемский с 1030, брат предыдущего;
- 1048—1087: Фульк I (ум.1087), граф Ангулемский с 1048, сын предыдущего;
- 1087—1120: Гильом V (ум.1120), граф Ангулемский с 1087, сын предыдущего;
- 1120—1140: Вульгрин II (ум.1140), граф Ангулемский с 1120, сын предыдущего;
- 1140—1179: Гильом VI (ум.1179), граф Ангулемский с 1140, сын предыдущего;
- 1179—1181: Вульгрин III (ум.1181), граф Ангулемский с 1179, сын предыдущего;
- 1181—1186: Гильом VII (ум.1186), граф Ангулемский с 1181, брат предыдущего;
- 1186—1202: Эмар I (1160—1202), граф Ангулемский с 1186, брат предыдущего;
- 1202—1246: Изабелла I (1187—1246), графиня Ангулемская с 1202, дочь предыдущего;

1-й муж: с 1200 Иоанн I Безземельный (1166—1216), король Англии, граф Ангулемский по праву жены;
2-й муж: с 1220 Гуго X Коричневый (ум.1249), граф де Ла Марш и сеньор де Лузиньян, граф Ангулемский по праву жены;

### Лузиньяны

Герб графов Ангулемских из дома Лузиньян

- 1219—1249: Гуго I Коричневый (1185 — 15 июня 1249), сеньор де Лузиньян и де Куэ и граф де Ла Марш с 1219, граф д’Ангулем (по праву жены) в 1220—1246, муж Изабеллы Ангулемской
- 1249—1250: Гуго II Коричневый (ок. 1221 — 6 апреля 1250), сеньор де Лузиньян и де Куэ и граф де Ла Марш с 1249, граф д’Ангулем с 1246, сын предыдущего
- 1250—1270: Гуго III Коричневый (ум. 1270), сеньор де Лузиньян и де Куэ, граф де Ла Марш и д’Ангулем с 1250, виконт де Пороэт с 1256, сын предыдущего
- 1270—1303: Гуго IV Коричневый (25 июня 1259 — 1 ноября 1303), сеньор де Лузиньян и де Куэ, граф де Ла Марш и д’Ангулем, виконт де Пороэт с 1270, сын предыдущего
- 1303—1308: Ги I де Лузиньян (ум. 1308), сеньор де Куэ и де Пера с 1270, сеньор де Лузиньян, граф де Ла Марш и д’Ангулем, виконт де Пороэт с 1303, брат предыдущего
- 1308—1309: Иоланда де Лузиньян (ум. 1314), монахиня в Фонтевро в 1269—1303, дама де Лузиньян и Куэ, графиня де Ла Марш и д’Ангулем в 1308—1309, виконтесса де Пороэт с 1308, сестра предыдущего

В 1309 году графство было аннексированно королём Франции Филиппом IV.

### Капетинги
- 1314—1318: Карл I Красивый'[1](1294—1328), сын короля Франции Филиппа IV, с 1322— король Франции.

В 1318 году графство передано Жанне, дочери Людовика X, как компенсация за графство Шампань.
- 1318—1349: Жанна (1312—1349), также графиня Мортен в 1318—1349 годах, королева Наварры с 1328.

### Дом д'Эвре
- 1318—1343: Филипп I (1306—1343), граф Ангулемский с 1318, король Наварры с 1328, муж Жанны;
- 1343—1349: Карл II Злой (1332—1387), граф Ангулемский с 1343, король Наварры с 1349, сын Филиппа и Жанны;

В 1349 графство было конфисковано королём Франции Филиппом VI.

### Дом де Ла Серда
- 1350—1354: Карл III (1326—1354), граф Ангулемский с 1350;

Герб Жана Орлеанского, графа Ангулемского

### Дом Валуа
- 1356—1373: Иоанн II Скупой (1340—1416), граф Ангулемский с 1356, сын короля Иоанна II;
- 1394—1394: Людовик I (1372—1407), граф Ангулемский с 1394, сын короля Карла V;
- 1394—1407: Карл IV (1394—1465), граф Ангулемский с 1394, сын предыдущего;
- 1407—1467: Иоанн III Добрый (1400—1467), граф Ангулемский с 1407, брат предыдущего;

Герб Карла, графа Ангулемского (1459—1496)

- 1467—1496: Карл V (1459—1496), граф Ангулемский с 1467, сын предыдущего;
- 1496—1515: Франциск I (1494—1547), граф Ангулемский с 1496, сын предыдущего, с 1515—король Франции;

В 1515 Франциск I возвел графство Ангулем в герцогство и передал его своей матери Луизе Савойской.

## Герцоги Ангулемские

### Дом Валуа
- 1515—1531: Луиза I Савойская (1476—1531), герцогиня Ангулемская с 1515, мать предыдущего;
- 1531—1545: Карл VI (1522—1545), герцог Ангулемский с 1531, сын Франциска I;
- 1550—1551: Карл VII (1550—1574), герцог Ангулемский с 1550, сын короля Генриха II, с 1560—король Франции под именем Карл IX
- 1551—1574: Генрих I (1551—1589), герцог Ангулемский с 1551, с 1574—король Франции под именем Генрих III;
- 1582—1619: Диана I Французская (1538—1619), герцогиня Ангулемская с 1582, внебрачная дочь Генриха II;

1-й муж: с 1552 Гораций Фарнезе (1532—1554), герцог Кастро;
2-й муж: с 1557 Франциск I (1530—1579), 2-й герцог Монморанси;

Герб Карла Валуа, герцога Ангулемского

- 1619—1650: Карл VIII (1573—1650), герцог Ангулемский с 1619, внебрачный сын Карла IX;
- 1650—1653: Людовик II Ангулемский (1596—1653), герцог Ангулемский с 1650, сын предыдущего;
- 1653—1675: Мария-Франсуаза Ангулемская (1631—1696), герцогиня Ангулемская с 1653, дочь предыдущего;

муж: с 1649 Людовик III (1622—1654), герцог Жуайез, герцог Ангулемский с 1653 по праву жены;
- 1675—1696 : Елизавета Орлеанская (1646—1696), герцогиня Ангулемская

В 1696 герцогство вернулось в состав королевского домена.

### Дом Бурбонов
- 1710—1714: Карл IX (1686—1714), герцог Ангулемский с 1710, внук короля Людовика XIV;
- 1773—1775: Карл X (1757—1836), герцог Ангулемский с 1773, внук короля Людовика XV, с 1824—король Франции под именем Карл X;
- 1775—1836: Людовик IV (1775—1844), герцог Ангулемский с 1775, сын предыдущего, с 1836—король Франции под именем Людовик XIX (де юре);

### Титулярный герцог из дома Бурбон-Орлеан
- 1987: Эд Орлеанский (р.1968), герцог Ангулемский с 1987[2], сын претендента на французский престол от орлеанистов Генриха Орлеанского.